# Długonóg papuaski
Długonóg papuaski (Lorentzimys nouhuysi) – gatunek ssaka z podrodziny myszy (Murinae) w obrębie rodziny myszowatych (Muridae), występujący endemicznie na Nowej Gwinei.

## Taksonomia
Rodzaj i gatunek po raz pierwszy zgodnie z zasadami nazewnictwa binominalnego opisał w 1911 roku holenderski zoolog Fredericus Anna Jentink nadając im odpowiednio nazwę Lorentzimys i Lorentzimys nouhuysi. Holotyp pochodził z obozowiska Bivak II, na wysokości około 400 m n.p.m., nad rzeką Lorentz, w prowincji Papua, w Indonezji. Jedyny przedstawiciel rodzaju długonóg (Lorentzimys).
Lorentzimys jest obecnie sklasyfikowany w plemieniu Hydromyini, gdzie może należeć do kladu (Pogonomys + Lorentzimys) bliskiemu rodzajom Macruromys, Anisomys, Chiruromys i Hyomys. Konieczny jest przegląd taksonomiczny tego rodzaju i L. nouhuysii. Tate i Archbold w 1941 wyróżnili górski podgatunek L. n. alticola, który wykazuje szereg różnic w stosunku do typowych przedstawicieli gatunku, jednak jego pozycja systematyczna nie jest pewna; część autorów uznawała go za osobny gatunek. Autorzy Illustrated Checklist of the Mammals of the World uznają ten gatunek za tymczasowo monotypowy.

### Etymologia
- Lorentzimys: Hendrikus Albertus Lorentz (1871–1944), holenderski dyplomata, podróżnik, kolekcjoner z Nowej Gwinei z lat 1903–1910; gr. μυς mus, μυος muos „mysz”[8].
- nouhuysi: kpt. Jan Willem van Nouhuys (1859–1963), Koninklijke Marine, podróżnik po Nowej Gwinei[9].

## Zasięg występowania
Długonóg papuaski występuje w Nowej Gwinei, w tym Górach Centralnych, górach Torricelli, Adelbert oraz na półwyspie Huon (góry Finisterre).

## Morfologia
Długość ciała (bez ogona) 55–90 mm, długość ogona 110–125 mm, długość ucha 19–22 mm, długość tylnej stopy 14–19 mm; masa ciała 10–23 g. Typowe osobniki gatunku mają krótkie, cynamonowobrązowe futro z włosami o długości nie przekraczającej 6 mm; te zaliczone do podgatunku alticola mają dłuższą i ciemniejszą sierść. Spód ciała jest szarobiały, policzki białawe (szare u formy alticola). Rzadkie włosy na łuskowatym ogonie są czarne u typowych długonogów, a białe u przedstawicieli alticola. Samica ma trzy pary sutków.

## Tryb życia
Żyje na wysokościach od 80 do 2700 m n.p.m. Zamieszkuje lasy tropikalne. To leśne zwierzę buduje gniazda w koronach paproci drzewiastych lub w mchu pośród skał. Samica prawdopodobnie rodzi od dwóch do czterech młodych.

## Populacja
Długonóg papuaski zajmuje duży obszar i bywa częsty w niektórych częściach zasięgu. Nie są znane większe zagrożenia dla tego gatunku, a populacja jest uznawana za stabilną. Długonóg papuaski jest przez Międzynarodową Unię Ochrony Przyrody uznawany za gatunek najmniejszej troski.